# Debin
Debin (ryska: Дебин) är en ort i Magadan oblast i Ryssland. Folkmängden uppgår till cirka 700 invånare.

## Historia
Debin grundades 1935 som ett färjeläge vid Kolymafloden och hette då Pereprava. 1937 fick orten sitt nuvarande namn, efter Debin som är en biflod till Kolyma.